# ジェニー・オハラ
ジェニー・オハラ（Jenny O'Hara、1942年2月24日 - ）は、アメリカ合衆国の女優。

## 出演作品
- 恋するインターン
- リゾーリ＆アイルズ3
- リーガル・バディーズ　フランクリン＆バッシュ シーズン1
- デビル（ジェーン・コウスキー（老女））
- シンディにおまかせ
- 私はラブ・リーガル
- ＮＣＩＳ　～ネイビー犯罪捜査班 シーズン6
- クローザー 第4シーズン
- コールドケース4
- Dr.HOUSE　―ドクター・ハウス― シーズン3
- ラスト・トゥー・ウィークス
- ビッグ・ラブ シーズン1
- ボストン・リーガル シーズン2
- ＣＳＩ：６　科学捜査班
- グレイズ・アナトミー2 恋の解剖学
- シックス・フィート・アンダー シーズン5
- ミスティック・リバー5
- おてんば探偵ナンシー・ドリュー5
- NYPD BLUE　～ニューヨーク市警15分署 シーズン9
- ウーマン ラブ ウーマン
- ザ・プラクティス／ボストン弁護士ファイル シーズン4
- 勇気への道
- ＥＲ III　緊急救命室 第3シーズン
- ターミナル／末期病状
- ワンダフル・ワールド
- 愛に気づけば…
- LAW & ORDER　ロー＆オーダー シーズン3
- ウェス・クレイヴンズ ウィッシュマスター
- ザ・シークレット／狙われた美人妻
- 降霊術師ケミスラー　エクソシスト
- 大強奪